# Maukspitze
Maukspitze – szczyt w pasmie Kaisergebirge, części Północnych Alp Wapiennych. Leży w Austrii w kraju związkowym Tyrol. Na szczycie znajduje się krzyż. Sąsiaduje z Ackerlspitze. Szczyt można zdobyć ze schroniska Ackerlhütte (1456 m).